# Лео Кофлер
Лео Кофлер (26 квітня 1907 в селі Хотимир, тепер Тлумацький район, Івано-Франківська область, Україна — 29 липня 1995, Кельн, Німеччина) — австрійсько-німецький марксистський соціолог-філософ, публіцист. Писав під псевдонімами «Stanislaw Warynski» та «Jules Dévérité». У Кофлера була своя власна, своєрідна інтерпретація марксизму, яка пов'язувала соціологію і історію з естетикою і антропологією.

## Життєпис
Кофлер народився в єврейській сім'ї 26 квітня 1907 року в Хотимирі, Королівство Галичини і Володимирії, Австро-Угорській імперії (на сьогодні це Тлумацький район, Україна). Перша світова війна в 1915-16 році змусила його родину втікати до Відня, де Лео відвідував комерційну академію до 1927 року. Його трудова кар'єра була перервана крахом фондового ринку 1929 року, тому він став референтом соціал-демократичного освітнього центру у «червоному Відні», долучившись до лівого крила Соціал-демократичної робітничої партії (SDAP). З 1933-34 він присвятив себе дослідженням разом з Максом Адлером.
У липні 1938 року після анексії Австрії нацистською Німеччиною, він втік до Базеля, Швейцарія, де був інтернований в іммігрантський табір. Велика частина його сім'ї померла в Голокості, а батьки були розстріляні в 1942 році. Сам Кофлер як робітник-іммігрант працював на будівництві доріг і на торфорозробках. Попри це, він продовжив свої теоретичні дослідження, на які особливо вплинули роботи Дьйордя Лукача. У 1944 році він опублікував свою першу книгу під псевдонімом «Станіслав Людвік Варинський».
Його друга книга, присвячена історії громадянського суспільства, була опублікована в 1948 році в Східній Німеччині. У вересні 1947 року Лео перебрався в окуповану радянською владою зону Німеччини, а в 1948 році став викладачем середньовічної та сучасної історії в Університеті Галле.
Після публічної критики просталінської Соціалістичної єдиної партії був звільнений зі своєї посади. У кінці 1950 втік зі своєю майбутньою дружиною Урсулою Вік у Кельн, Західну Німеччину, де викладав в університеті. Також працював у Дортмунді і Бохумі як лектор та дослідник, видаючи велику кількість книжок і статей.
Лео Кофлер помер 29 липня 1995 у Кельні після тривалої хвороби.

## Творчі набутки
Більшість творчого надбання філософа Кофлера стосувалися теоретичних зрушень та трактувань марксистської ідеології. Потім, через призму масштабних бойових зіткнень німецьких націонал-соціалістів Гітлера та російських соціалістів Сталіна, він змушений був відкорегувати частину своїх міркувань та опублікував їх у брошурах.
Список публікацій Кофлера виглядає таким чином (німецькою мовою):
- «Die Wissenschaft von der Gesellschaft», 1944, 1971;
- «Zur Geschichte der bürgerlichen Gesellschaft». Versuch einer verstehenden Deutung der Neuzeit, 1948.;
- «Stalinistischer Marxismus», 1951;
- «Das Wesen und die Rolle der stalinistischen Bürokratie», 1952.;
- «Der Fall Lukacs. Georg Lukacs und der Stalinismus», 1952;
- «Geschichte und Dialektik», 1955;
- «Staat, Gesellschaft und Elite zwischen Humanismus und Nihilismus», 1960;
- «Das Ende der Philosophie?», 1961;
- «Zur Theorie der modernen Literatur», 1962;
- «Der proletarische Bürger», 1964;
- «Der asketische Eros. Industriekultur und Ideologie», 1967;
- «Perspektiven des revolutionären Humanismus», 1968;
- «Marxistische Staatstheorie», 1970;
- «Stalinismus und Bürokratie», 1970;
- «Kunst und absurde Literatur», 1970,;
- «Technologische Rationalität im Spätkapitalismus», 1971;
- «In Aggression und Gewissen. Grundlegung einer anthropologischen Erkentnnistheorie» 1973;
- «Haut den Lukács. Realismus und Subjektivismus» 1977.;
- «Der Alltag zwischen Eros und Entfremdung», 1982;
- «Beherrscht uns die Technik? Technologische Rationalität im Spätkapitalismus», 1983;
- «Aggression und Gewissen. Grundlegung einer anthropologischen Erkenntnistheorie», 1973;
- «Soziologie des Ideologischen», 1975;
- «Geistiger Verfall und progressive Elite», 1981;
- «Der Alltag zwischen Eros und Entfremdung. Perspektiven zu einer Wissenschaft von Alltag», 1982. * «Eros, Ästhetik, Politik. Thesen zum Menschenbild bei Marx», 1985;
- «Aufbruch in der Sowjetunion?» 1986;
- «Die Vergeistigung der Herrschaft», 2 Bände 1986/87;
- «Avantgardismus als Entfremdung. Ästhetik und Ideologiekritik», 1987;
- «Die Kritik ist der Kopf der Leidenschaft“.» Aus dem Leben eines marxistischen Grenzgängers. Ein Gespräch anlässlich seines 80. Geburtstages mit Wolf Schönleitner und Werner Seppmann, 1987;
- «Zur Kritik bürgerlicher Freiheit». Ausgewählte politisch-philosophische Texte eines marxistischen Einzelgängers, Hrsg. Christoph Jünke, 2000;